# Upplands runinskrifter 340
Upplands runinskrifter 340 är en vikingatida runsten av granit i Orkesta, Orkesta socken och Vallentuna kommun. 
Runsten är nu 0,55 meter hög och 0,66 meter bred. Stenen är cirka hälften så stor jämfört med dess ursprungliga storlek. Runhöjden är 6-8 centimeter. Stenen fungerade tidigare som stolpe i broräcket på södra sidan av landsvägen.

## Inskriften
Translitterering av runraden:
... × lit ... ...ain × auk ' ...
Normalisering till runsvenska:
... let ... [Sv]æin/[St]æin ok ...
Översättning till nusvenska:
... lät ... Sven och ...